# Château de la Roque (Meyrals)

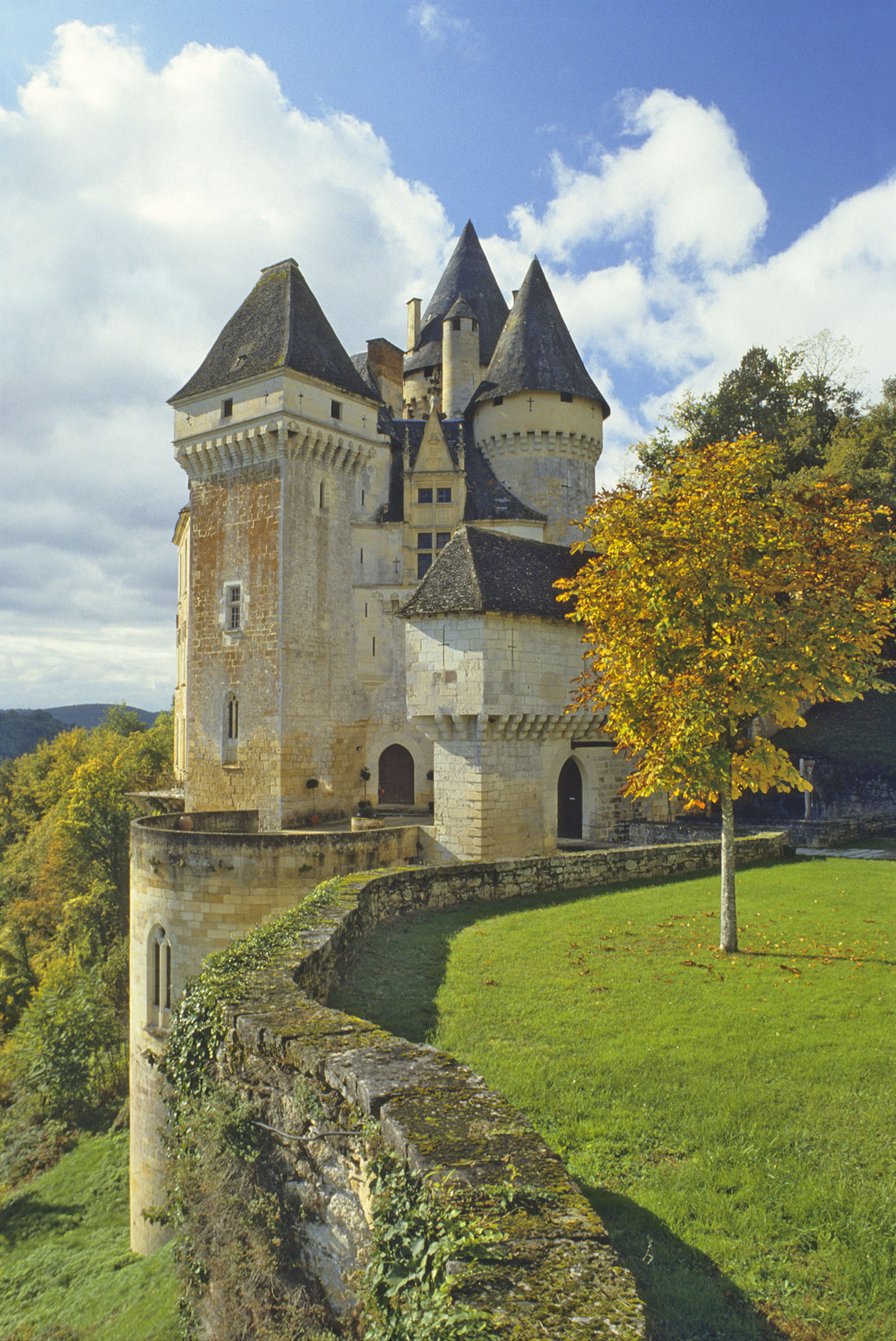
Het Chateau de la Roque

Het Château de la Roque of Château de la Roque des Péagers is een kasteel gelegen in Meyrals in de Périgord Noir. De bouw ervan dateert uit de 11e eeuw, misschien zelfs eerder.
Christophe de Beaumont, aartsbisschop van Parijs (1703-1781), telg uit de families Beynac en Beaumont, werd daar geboren en werd in 1754 door Lodewijk XV in ballingschap gestuurd na de veroordeling van "Émile ou De l'Education" van Jean-Jacques Rousseau, omdat de koning verzoening zocht in het conflict met het Parlement van Parijs.
Het kasteel werd op 5 november 1927 geklasseerd als historisch monument en de 16e-eeuwse fresco's die het oratorium van het kasteel versieren, werden op 1 oktober 1963 geklasseerd.